# Abdulkarim Fardan
Abdulkarim Abdulkarim Abdulla Fardan (25 aprile 1992) è un calciatore bahreinita, portiere dell'Al Riffa e della nazionale bahreinita.

## Carriera

### Club
Ha sempre giocato nel campionato bahreinita.

### Nazionale
È stato convocato per la Coppa d'Asia 2019.

## Statistiche

### Cronologia presenze e reti in Nazionale
| Cronologia completa delle presenze e delle reti in nazionale ― Bahrein | Cronologia completa delle presenze e delle reti in nazionale ― Bahrein | Cronologia completa delle presenze e delle reti in nazionale ― Bahrein | Cronologia completa delle presenze e delle reti in nazionale ― Bahrein | Cronologia completa delle presenze e delle reti in nazionale ― Bahrein | Cronologia completa delle presenze e delle reti in nazionale ― Bahrein | Cronologia completa delle presenze e delle reti in nazionale ― Bahrein | Cronologia completa delle presenze e delle reti in nazionale ― Bahrein |
| Data                                                                   | Città                                                                  | In casa                                                                | Risultato                                                              | Ospiti                                                                 | Competizione                                                           | Reti                                                                   | Note                                                                   |
| ---------------------------------------------------------------------- | ---------------------------------------------------------------------- | ---------------------------------------------------------------------- | ---------------------------------------------------------------------- | ---------------------------------------------------------------------- | ---------------------------------------------------------------------- | ---------------------------------------------------------------------- | ---------------------------------------------------------------------- |
| 16-10-2018                                                             | Riffa                                                                  | Bahrein                                                                | 4 – 1                                                                  | Birmania                                                               | Amichevole                                                             | -1                                                                     |                                                                        |
| 22-1-2019                                                              | Dubai                                                                  | Corea del Sud                                                          | 2 – 1 dts                                                              | Bahrein                                                                | Coppa d'Asia 2019 - Ottavi di finale                                   | -1                                                                     | 102’                                                                   |
| Totale                                                                 |                                                                        | Presenze                                                               | 2                                                                      |                                                                        | Reti                                                                   | -2                                                                     |                                                                        |